# HD47633
HD47633 — хімічно пекулярна зоря спектрального класу B9, що має видиму зоряну величину в смузі V приблизно  8,0.
Вона  розташована на відстані близько 1538,5 світлових років від Сонця.

## Пекулярний хімічний вміст
Зоряна атмосфера HD47633 має підвищений вміст 
Si
.